# توماس چارلز هوپ
توماس چارلز هوپ (انگلیسی: Thomas Charles Hope؛ زاده ۲۱ ژوئیه ۱۷۶۶ درگذشته ۱۳ ژوئن ۱۸۴۴) یک دانشمند در زمینه شیمی اهل بریتانیا بود.